# 徳法寺 (柏市)
徳法寺（とくほうじ）は、千葉県柏市にある浄土真宗本願寺派の寺院。

## 歴史
創建年代は不明であるが、釈澄道の開基である。元々は京都に位置していたが、1617年（元和3年）、西本願寺が浜町御坊（現・築地本願寺）を創建した際に、浜町御坊の寺中に入った。その後昭和中期までは、築地本願寺とともに歴史を歩んだ。
1965年（昭和40年）、築地本願寺の整備拡充に伴い、移転の必要が生じたため、柏市の正満寺の隣の現在地に移転した。正満寺住職とは親族関係にあるため、両寺合同で浄土真宗の教えを広めている。

## 交通アクセス
- 豊四季駅より徒歩3分。